# Al-Shat Trípoli
El Al-Shat SC es un equipo de fútbol de Libia que juega en la Liga Premier de Libia, la liga de fútbol más importante del país.

## Historia
Fue fundado en el año 1982 cerca de costa de la capital Trípoli, gozando de gran éxito durante la década de los años 1990s, en la que ganó sus títulos más importantes, 1 título de liga y un título de copa.
A nivel internacional ha participado en 1 torneo continental, la Recopa Africana 1999, en la que fue eliminado en la segunda ronda por el AS Mineurs de Guinea.

## Palmarés
- Liga Premier de Libia: 1

1995/96
- Copa de Libia: 1

1997/98
- Supercopa de Libia: 0
  - Finalista: 1

1998
- Campeón de Invierno: 1

1984

## Participación en competiciones de la CAF
| Temporada | Torneo          | Ronda | Club       | Casa | Visita | Global |
| --------- | --------------- | ----- | ---------- | ---- | ------ | ------ |
| 1999      | Recopa Africana | 1     | WA Tlemcen | 2-1  | 2-1    | 4-2    |
| 1999      | Recopa Africana | 2     | AS Mineurs | 0-3  | 0-3    | 0-6    |